# Japanparadiesschnäpper
Der Japanparadiesschnäpper (Terpsiphone atrocaudata) oder Prinzen-Paradiesschnäpper ist eine Art der Gattung Paradiesschnäpper aus der Familie der Monarchen, die von Japan und Korea über Taiwan bis in den Norden der Philippinen verbreitet ist.
Die IUCN stuft die Art aufgrund jüngster Bestandsrückgänge als potenziell gefährdet (near threatened) ein.

## Aussehen und Merkmale
Männliche Japanparadiesschnäpper erreichen eine Länge von 35 bis 45 Zentimetern, während die Weibchen nur 17 bis 18 Zentimeter lang werden. Dieser deutliche Längenunterschied ist auf den langen, charakteristischen Schwanz der Männchen zurückzuführen. Das Gewicht beträgt 18 bis 19 Gramm. Der Japanparadiesschnäpper ähnelt im Aussehen dem verwandten Asiatischen Paradiesschnäpper, ist jedoch kleiner als dieser. Die Art weist ebenfalls einen ausgeprägten Sexualdimorphismus auf. Das Männchen hat eine schwarze Haube, die einen violett-bläulichen Glanz besitzt. Im Brustbereich geht der Farbton in ein schwärzliches Grau über. Der Bauch ist schmutzig bis klar weiß. Der Mantel, die Flügel und der Rumpf sind violett bis kastanienbraun. Der Schwanz ist schwarz und weist beim Männchen stark verlängerten mittleren Schwanzfedern auf, die das Doppelte der Kopf-Rumpf-Länge erreichen können. Bei nichtadulten männlichen Exemplaren fehlen die verlängerten Schwanzfedern.

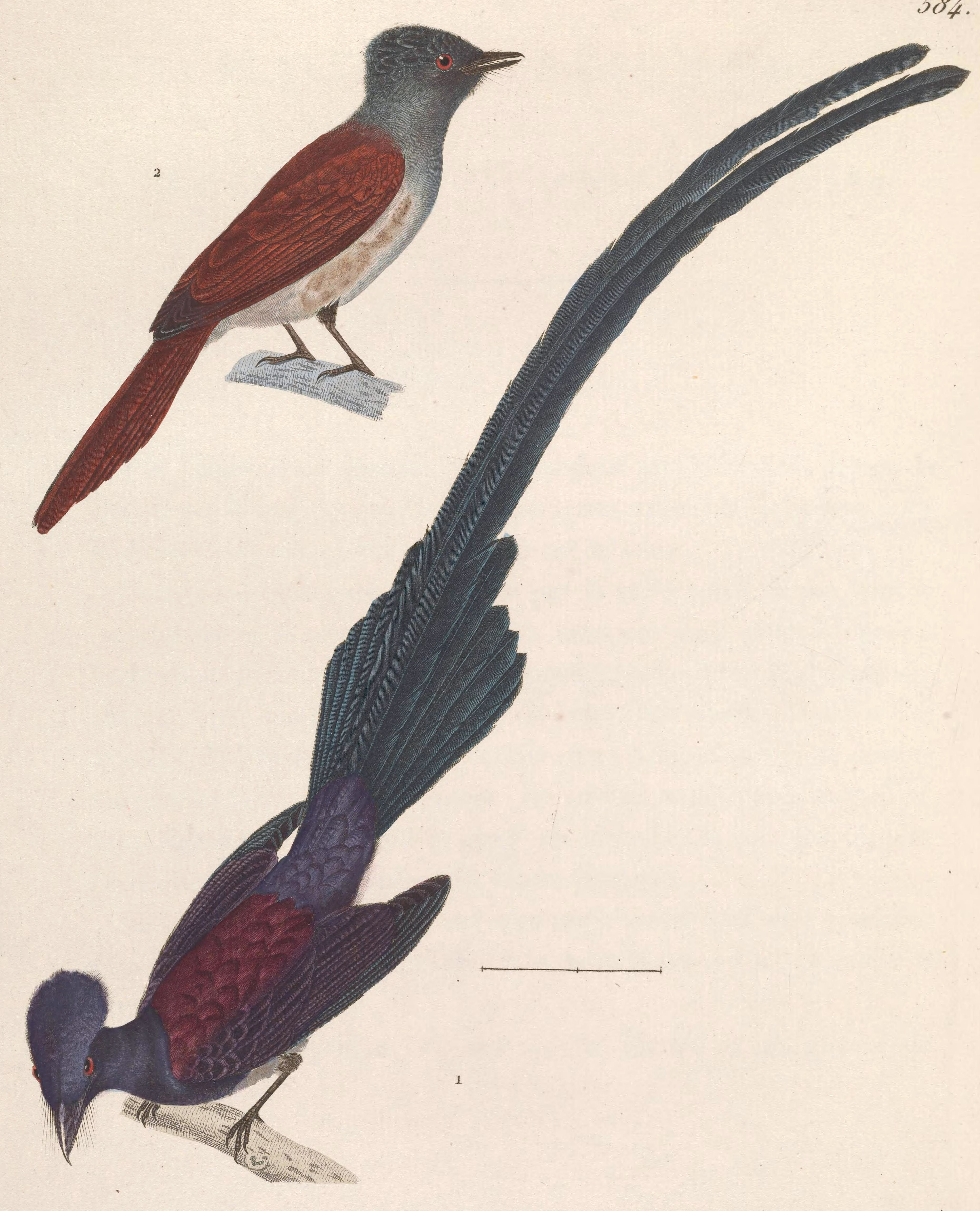
Darstellung von 1838

Das Weibchen hat ein dunkelbraunes rückseitiges Gefieder und besitzt keine verlängerten Schwanzfedern. Der Schnabel ist blau, kurz und breit. Die großen Augen sind blau umrandet.

## Lebensraum und Verhalten
Der Japanparadiesschnäpper brüten in dichten Laub- oder Mischwäldern und Plantagen auf niedrigen Hügeln oder Bergen bis auf 1000 Metern. In Zentraljapan bevorzugen die Vögel bewaldete Täler in niedrigeren Höhen. In den Überwinterungsgebieten sind sie hingegen in unterschiedlichen Waldhabitaten, unter anderem auch in Mangrovenwäldern zu finden. Während des Zuges können die Vögel auch in offenen Waldlandschaften, Parks und Gärten beobachtet werden.
Ein wichtiges Bruthabitat des Japanparadiesschnäppers ist der Gotjawal-Wald am Fuße des Hallasan auf der südkoreanischen Insel Jeju, der auch weitere gefährdete Arten wie den Bengalenpitta oder den Rotscheitelreiher beherbergt.
Der Japanparadiesschnäpper ernährt sich ausschließlich von Insekten. Der Zug in die nördlichen Brutgebiete findet Ende April statt, im September brechen die Vögel wieder in die Überwinterungsgebiete auf. Die Brutperiode liegt zwischen Mai und Juli. Das rund 8 Zentimeter große Nest wird in einer niedrigen Astgabelung eines hohen Baumes gebaut, wobei bevorzugt die Flechte Parmotrema tinctorum als Baumaterial benutzt wird. Es kommt vor, dass die Männchen im Laufe der Jungenaufzucht ihre langen Schwanzfedern abwerfen.

## Verbreitungsgebiet
Der Japanparadiesschnäpper ist in Japan in den Feuchtwäldern des südlichen Honshū, von Shikoku und Kyūshū, sowie der Nansei-Inseln mit Okinawa als Brutvogel verbreitet. Einzelne Pärchen sind jedoch schon bei der Brut in der Präfektur Iwate im Nordosten der japanischen Hauptinsel Honshū beobachtet worden. Das Verbreitungsgebiet des Japanparadiesschnäppers erstreckt sich weiterhin über die südliche und zentrale Koreanische Halbinsel, Taiwan (inklusive der Orchideeninsel) und den äußersten Norden der Philippinen.
Die Population auf Taiwan ist größtenteils sesshaft, in allen anderen Teilen des Verbreitungsgebietes ist der Japanparadiesschnäpper ein Zugvogel. Die Zugroute der Vögel verläuft über Teile des chinesischen Festlandes, Hongkong, Nordthailand, das Zentrum und den Osten von Laos, Vietnam, die Philippinen, Malaysia und Singapur. Die wichtigsten Überwinterungsgebiete liegen auf der Malaiischen Halbinsel, den nördlichen und westlichen Philippinen und auf Sumatra. In den letzten Jahren wurde ein starker Rückgang in Teilen der japanischen Brutpopulationen beobachtet, doch die Vögel sind weiterhin häufige Brutvögel auf den Ryūkyū-Inseln und auf Batan. In der russischen Region Primorje tritt der Japanparadiesschnäpper gelegentlich als Irrgast auf.

## Systematik
Es werden drei Unterarten unterschieden:
- Terpsiphone atrocaudata atrocaudata (Eyton, 1839), Nominatform, Japan und Korea.
- Terpsiphone atrocaudata illex Bangs, 1901, etwas kleiner und dunkler als die Nominatform, Ryūkyū-Inseln.
- Terspiphone atrocaudata periophthalmica (Ogilvie-Grant, 1895), violett-schwarzer Rücken und grau-schwarze Unterseite, weißer Bauch, Orchideeninsel und Batan.[2]

## Gefährdung und Bestand
Die Bestände der Art sind wohl aufgrund von Abholzungen in den Überwinterungsgebieten rückläufig. Der globale Bestand des Japanparadiesschnäppers ist nicht bekannt, es existieren jedoch nationale Schätzungen, die allerdings sehr ungenau sind. Demnach existieren etwa jeweils 100 bis 10.000 Brutpaare in Japan und Korea. Dazu gesellen sich noch jeweils 50 bis 1.000 durchziehende Individuen. In Taiwan existieren weniger als 100 Brutpaare, zuzüglich 50 bis 1.000 Durchzüglern. An der Ostküste Chinas werden jährlich weniger als 1.000 Zugvögel gesichtet.